# Azofra
Azofra tỉnh và cộng đồng tự trị La Rioja, phía bắc Tây Ban Nha. Đô thị này có diện tích là 11,84 ki-lô-mét vuông, dân số năm 2009 là người với mật độ người/km². Đô thị này có cự ly 36 km so với Logroño.